# 交野市立第一中学校
交野市立第一中学校（かたのしりつ だいいち ちゅうがっこう）は、大阪府交野市私部南三丁目に存在した公立中学校。略称「一中」、「交野一中」。大阪府の中学校としては珍しく学校給食を実施（学校給食センター方式）している。
2025年交野みらい小学校と統合した、義務教育学校交野みらい学園が建設されたことにより、廃校となった。

## 沿革
学制改革と同時の1947年に、当時の北河内郡交野町および星田村（いずれも現在の交野市）の学校組合により設置された。現在の交野市では最も早い時期に開校した中学校となっている。その後地域の生徒数の増加により、当校から4中学校を分離している。
- 1947年4月21日 - 組合立交野中学校として、旧交野愛汗塾・交野女子専門学校（現大阪商業大学）校舎で開校。
- 1955年4月1日 - 交野町・星田村の合併によって学校組合を解消したことに伴い、交野町立中学校と改称。
- 1961年9月1日 - 現在地に移転。
- 1963年1月25日 - 体育館竣工。
- 1964年4月1日 - 養護学級設置。
- 1968年1月25日 - 学校給食開始。
- 1971年11月3日 - 交野市の市制施行に伴い、交野市立交野中学校と改称。
- 1972年4月1日 - 交野市立第二中学校を分離。これに伴い交野市立第一中学校と改称。
- 1975年4月1日 - 交野市立第三中学校を分離。また従来の校区の一部を交野市立第二中学校校区へ編入。
- 1983年4月1日 - 校区の一部を、新設の交野市立第四中学校校区へ分離。
- 1984年4月1日 - 校区変更。従来の交野市立第二中学校校区の一部（交野市立長宝寺小学校校区）を編入。
- 2025年4月1日 - 交野市立交野みらい小学校と統合し、交野市立交野みらい学園となり廃校。

## 通学区域
- 交野市立交野小学校と交野市立長宝寺小学校の通学区域。

交野市 私部1丁目-8丁目、私部西1丁目-4丁目、私部西5丁目（一部）、私部南1丁目-4丁目、青山1丁目-5丁目、向井田1丁目-3丁目、梅が枝、郡津1丁目（一部）。

## 交通
- 片町線（学研都市線） 河内磐船駅 北へ約1km。
- 京阪交野線 交野市駅 南東へ約1.1km。
- 京阪交野線 河内森駅